# 埃弗格林 (蒙大拿州)
埃弗格林（英語：Evergreen）是位於美國蒙大拿州弗拉特黑德縣的普查規定居民點。

## 人口
根據2020年美國人口普查的數據，埃弗格林的面積為22.72平方千米，當中陸地面積為22.15平方千米，而水域面積為0.57平方千米。當地共有人口8149人，而人口密度為每平方千米358.67人。